# Ibragim Całłagow
Ibragim Całłagow (ur. 12 grudnia 1990 we Władykaukazie) – rosyjski piłkarz grający głównie jako boczny obrońca.

## Kariera piłkarska
Wychowanek miejscowych drużyn Władykaukazu. Od 2009 był zawodnikiem samarskich Krylii Sowietow. W rozgrywkach Priemjer-Ligi zadebiutował wiosną 2010 w meczu przeciw Zenitowi Petersburg.
W latach 2011–2013 występował w reprezentacji Rosji U-21, z którą pojechał na Młodzieżowe Mistrzostwa Europy.
Po 7 sezonach w barwach Krylii, przeszedł do Zenita Petersburg, skąd na sezon 2017/18 wypożyczono go do Dinama Moskwa, a na sezon 2018/19 – do Rubina Kazań.
W lipcu 2019 został zawodnikiem PFK Soczi.